# Постнов, Юрий Сергеевич
Юрий (Георгий) Сергеевич Постнов (псевд. П. Юрьев; 22 июля 1925, Зиновьевск, Одесская губерния — 20 февраля 1987, Новосибирск) — советский литературовед, литературный критик, театровед.

## Биография
Родился 22 июля 1925 года в Зиновьевске Украинской ССР. Из семьи служащих. Ранние годы жизни провёл в Свердловске вместе с родителями, которые были на тот момент университетскими студентами. Большое влияние на развитие будущего литературоведа оказал его приёмный отец Б. В. Дидковский, известный большевик и ректор Уральского государственного университета. В школьное время начал проявлять интерес к театру и поэзии, сочинял стихи и пьесы.
С 1942 года обучался на юридическом факультете. В 1943 году поступил в Московский институт иностранных языков Красной Армии, откуда, будучи студентом второго курса, отправился на фронт добровольцем.
В 1946 году переехал к семье в Новосибирск. Учился на литературном факультете Новосибирского пединститута, который окончил экстерном за два года, после чего работал на кафедре литературы этого вуза.
В 1956 году в Москве защитил диссертацию на соискание степени кандидата наук («Реалистические романы Теодора Драйзера 1900—1915 годов»). В это время занимался драматургией, работал в новосибирском театре «Красный факел» помощником главного режиссёра по литературной части.
В 1961 году был приглашён в отдел гуманитарных исследований СО АН СССР; с его преобразованием в Институт истории, филологии и философии назначен на должность заведующего сектором русской и советской литературы. С 1975 года — доктор наук (диссертация — «Русская литература Сибири первой половины XIX века»).
Умер 20 февраля 1987 года в Новосибирске.

## Деятельность
Сочинял актёрские портреты, теоретические статьи, рецензии на театральные представления и фильмы. Изучал архивные материалы, редкие книги, периодику; на основе этих исследований подготовил «Очерки русской литературы Сибири», двухтомное сочинение, над которым трудилась многочисленная команда учёных.
Заметной работой стала его книга «Когда театр волнует» (1968), где рассматриваются проблемы современного театра.
В числе первых заинтересовался наследием Г. Потанина, И. Калашникова, Н. Ядринцева.

## Сочинения
- Недостатки одного спектакля (1954)
- Страница жизни (1954);
- Режиссёры, актёры, зрители… (1960);
- Сцена и время (1961);
- Этапы пути (1962);
- Следуя за Львом Толстым (1966);
- Когда театр волнует (Новосибирск, 1968);
- В мире, где всё дозволено (1969);
- Революционер-учёный (Свердловск, 1969);
- Русская литература Сибири первой половины XIX века (Новосибирск, 1970);
- Душа надобна! (1974);
- Испытание на прочность (1974);
- Сибирь в поэзии декабристов (Новосибирск, 1977);
- Литературные очерки (Новосибирск, 1985)[1].